# جيوفري فورست هيوز
جيوفري فورست هيوز (بالإنجليزية: Geoffrey Forrest Hughes)‏ هو عسكري أسترالي، ولد في 12 يوليو 1895 في Darling Point ‏ في أستراليا، وتوفي في 13 سبتمبر 1951 في Lewisham, New South Wales ‏ في أستراليا بسبب سرطان الرئة وذات الرئة.